# Alternanthera dendrotricha
Alternanthera dendrotricha là loài thực vật có hoa thuộc họ Dền. Loài này được C.C.Towns. mô tả khoa học đầu tiên năm 1988.